# 罗马尼亚行政区划
罗马尼亚的行政管理相对集中，因此行政区划相对简单。
根据罗马尼亚宪法，该国领土在行政上划分为县和城市及乡。
- 在县级层次上：41个县和一个具有特殊地位的城市（首都布加勒斯特）
- 在城市及乡层次上：103个市镇和217个其他城市（城镇化聚居地），及2,861个乡（乡村聚居地）。市镇（municipiu）地位授予较大的城市，但并未给于更大的行政权。

在城市及乡之下没有正式的行政区划。但是乡下分为村（村本身没有其行政管理）。罗马尼亚共有12,957个村庄。唯一的例外是布加勒斯特，其下分为六个分区，每个分区有其自己的行政管理。

## 行政區劃

罗马尼亚8区

### 發展地區
罗马尼亚分为8个發展地區（用于促进各县经济发展，非行政区划）。
- 布加勒斯特-伊尔夫（București și Ilfov）：面积1,811平方千米，首府布加勒斯特（București）
- 中部（Centru）：面积34,100平方千米，首府布拉索夫（Brașov）
- 东北（Nord Est）：面积36,850平方千米，首府雅西（Iași）
- 西北（Nord Vest）：面积34,159平方千米，首府克卢日-纳波卡（Cluj-Napoca）
- 南部（Sud）：面积34,491平方千米，首府克勒拉希（Călărași）
- 东南（Sud Est）：面积35,762平方千米，首府康斯坦察（Constanța）
- 西南（Sud Vest）：面积29,212平方千米，首府克拉约瓦（Craiova）
- 西部（Vest）：面积32,028平方千米，首府蒂米什瓦拉（Timișoara）

### 縣及直辖市

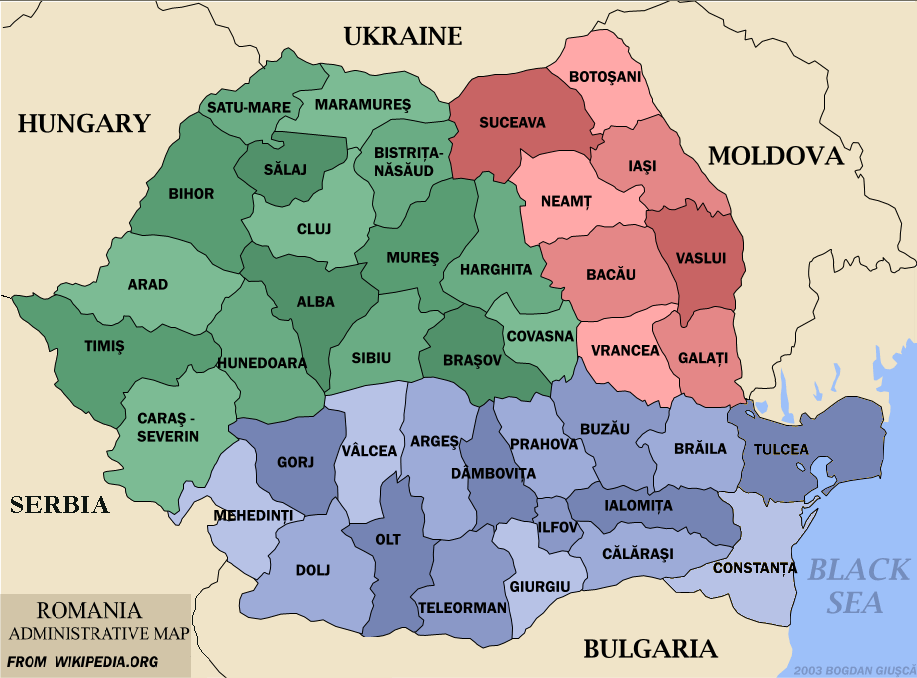
罗马尼亚41县

罗马尼亚分为41个县（Județul）以及布加勒斯特直辖市：
- 阿尔巴县（Alba）
- 阿拉德县（Arad）
- 阿尔杰什县（Argeș）
- 巴克乌县（Bacău）
- 比霍尔县（Bihor）
- 比斯特里察-讷瑟乌德县（Bistrița-Năsăud）
- 博托沙尼县（Botoșani）
- 布拉索夫县
- 布泽乌县（Buzău）
- 布勒伊拉县（Brăila）
- 卡拉什-塞维林县（Caraș-Severin）
- 克勒拉希县
- 克鲁日县
- 康斯坦察县
- 科瓦斯纳县（Covasna）
- 登博维察县（Dambovița）
- 多尔日县（Dolj）
- 加拉茨县（Galați）
- 久尔久县（Giurgiu）
- 戈尔日县（Gorj）
- 哈尔吉塔县（Harghita）
- 胡內多阿拉县（Hunedoara）
- 雅洛米察县（Ialomița）
- 雅西县
- 伊尔福夫县（Ilfov）
- 马拉穆列什县（Maramureș）
- 梅赫丁茨县（Mehedinți）
- 穆列什县（Mureș）
- 尼亚姆茨县（Neamț）
- 奥尔特县（Olt）
- 普拉霍瓦县（Prahova）
- 萨图马雷县（Satu Mare）
- 瑟拉日县（Sălaj）
- 锡比乌县（Sibiu）
- 苏恰瓦县（Suceava）
- 特列奥尔曼县（Teleorman）
- 蒂米什县
- 图尔恰县（Tulcea）
- 瓦斯卢伊县（Vaslui）
- 沃尔恰县（Vâlcea）
- 弗朗恰县（Vrancea）

### 传统地区
罗马尼亚当今国土分为四个传统地区：
- 瓦拉几亚传统地区，76,383平方千米
- 摩尔达维亚传统地区，46,173平方千米
- 特兰西瓦尼亚传统地区，100,287平方千米
- 多布罗加传统地区，15,570平方千米